# Roanne (Drôme)
Die Roanne ist ein Fluss in Frankreich, der im Département Drôme in der Region Auvergne-Rhône-Alpes verläuft.
Sie entspringt im Gemeindegebiet von Arnayon, entwässert generell in nördlicher Richtung und mündet nach rund 34 Kilometern im nordöstlichen Gemeindegebiet von Espenel als linker Nebenfluss in die Drôme.

## Orte am Fluss
- Gumiane
- Saint-Nazaire-le-Désert
- Pradelle
- Saint-Benoit-en-Diois